# Strangeways
Gli Strangeways sono un gruppo musicale rock britannico formatosi nel 1984 in Scozia.

## Storia
Gli Strangeways ottennero nel 1984 un contratto discografico con l'etichetta discografica Bonaire Records per la pubblicazione del loro primo disco, l'omonimo Strangeways. Riscosso un discreto successo, la band fu ingaggiata dalla Hangdog Records, sotto la quale uscirono i due dischi di maggiore successo della formazione, nell'ordine Native Sons (1987) e Walk in the Fire (1989).
Seguirono And the Horse (1994), Any Day Now (1997), la raccolta Greatest Bits (1999), Gravitational Pull (2000), Living in the Danger Zone (2003), dischi che non furono in grado di replicare la fama dei predecessori anni ottanta.
Nel 2010 la band ha dato alla luce l'ottavo album Perfect World, sotto contratto con la Frontiers Records. Sul finire del 2011 è stata la volta del nono album Age of Reason, uscito attraverso la Dangerous Dog Records, fondata dalla band stessa.

## Formazione
Attuale
- Terry Brock – voce
- Ian Steward – chitarra
- David Stewart – basso
- Jim Drummond – batteria
- David Moore – tastiera

Ex componenti
- Warren Jolly – basso

## Discografia

### Album in studio
- 1986 – Strangeways
- 1987 – Native Sons
- 1989 – Walk in the Fire
- 1994 – And the Horse
- 1997 – Any Day Now
- 2000 – Gravitational Pull
- 2010 – Perfect World
- 2011 – Age of Reason

### Raccolte
- 1999 – Greatest Bits
- 2003 – Living in the Danger Zone